# しばゆー
しばゆー（1993年〈平成5年〉12月30日 - ）は、愛知県出身のYouTuber。愛知県岡崎市を拠点に活動するYouTuberグループ「東海オンエア」のメンバー、作詞家。メンバーカラーは黄色。名城大学理工学部建築学科中退。弟は漫画家の柴田直樹。

## 来歴
2013年11月、東海オンエアの動画に初登場。その後、東海オンエアのメンバーとしてYouTuber活動を始める。
2016年10月1日、同じくYouTuberとして活動を始めたあやなんと入籍。しばなんチャンネルの活動も開始した。
2018年3月18日から4月15日には「しばなん」として原宿竹下通り「SPINNS CAFE」にてコラボカフェをオープンした。
2019年11月に、東海オンエアメンバーのてつや、としみつと共に音楽ユニット「リサイタルズ」を結成。グループ内では「エース」として活動し、デビューシングル以降のすべてのシングルで作詞を担当している。
2020年3月2日、個人チャンネル「ニンマリシティへようこそ」への動画投稿を開始。
2023年10月16日、妻のあやなんがSNS上で突如として離婚を宣言し、それがきっかけで東海オンエアをも巻き込む騒動に発展した。また、19日までに「ニンマリシティへようこそ」の動画をすべて非公開化している。
10月25日、東海オンエアが“休憩”と題したグループ活動停止を発表する動画内で、精神疾患により服薬治療を受けていること、疾患については回復傾向にあるとリーダーのてつやが発表した。28日には自身のXを更新。騒動への謝罪と、躁鬱及びパニック障害と診断され、リフレッシュのためにデジタル・デトックスを行っていることを公表した。
2024年1月2日、東海オンエアが活動停止以降初めて投稿した動画に出演し、騒動について謝罪した。そこで、しばゆーの活動再開の目安を「120％の元気」「120％のモチベーション」と発表した。9月7日、妻のあやなんが4月に離婚届を提出し、正式に離婚していたことを発表した。
10月12日、東海オンエア11周年を記念する動画内にて活動再開を発表した。

## 人物
- 東海オンエアの「主砲」と評され[21]、同じくメンバーである虫眼鏡からは「全ての能力を面白さに全振りしちゃった人」[22]、リーダーのてつやからは「突発的に生まれた原因不明の生物」と紹介される。
- YouTuberとして活動する以前にお笑い芸人を目指していた時期があり、名古屋吉本のオーディションライブを受けた経験がある。R-1ぐらんぷり2020に出場し、1回戦を通過した[23]。
- 前妻のあやなんとの間には、2017年4月に第一子となる長男が、2020年には次男がそれぞれ誕生しており、二児の父である[24]。
  - 育児と動画投稿を両立するため、あやなんが住む東京と東海オンエアの本拠地である岡崎市にて二拠点生活を行っていた。
- 高校時代は生物化学部に在籍していたが、当時の顧問には卒業まで正式な部員として認めてもらえなかった[25]。
- 大学時代、全身タイツを着て学校に通っていたことがある[26]。
- 愛車はスズキ・エブリイ[27]。

## 出演

### テレビアニメ
- いきものさん（2023年7月14日、毎日放送） - 第2話副音声[28]、第5話副音声[29]、第8話副音声

### Webドラマ
- グレーゾーンシリーズ（2020年3月23日 - 5月25日、2022年8月1日 - 9月5日、YouTube）- 芝原裕輔 / 東海オンエアしばゆー 役